# Motorveje i Danmark
Der er 1.298 km motorvej i Danmark (2021). Motorvejsnettet er opbygget som et stort H, hvor motorvejene mellem Aalborg og den dansk-tyske grænse og mellem Helsingør og Sydsjælland danner de lodrette linjer, mens motorvejen henover Fyn forbinder disse to linjer. Denne struktur, som stod færdig med bygningen af Storebæltsforbindelsen i 1998, kaldes Det store motorvejs-H. Dog blev Sydmotorvejen omkring Guldborgsund først opgraderet fra motortrafikvej til motorvej, i 2007. Herefter er der bygget flere mindre motorveje.

## Eksisterende motorveje og motorveje under anlæg
De større danske veje er opdelt i europaveje, primærruter og sekundærruter, og vejdirektoratet har navngivet de danske motorveje.
| Landsdel                     | Navn                                        | Nummer      | Strækning                                              | Længde |
| ---------------------------- | ------------------------------------------- | ----------- | ------------------------------------------------------ | ------ |
| Jylland                      | Frederikshavnmotorvejen                     | E45         | Motorvejskryds Vendsyssel – Frederikshavn              | 51     |
| Jylland                      | Hirtshalsmotorvejen                         | E39         | Motorvejskryds Vendsyssel – Hirtshals                  | 57     |
| Jylland                      | Thistedgrenen                               | 11          | Motorvejskryds Vendsyssel – Høvejen                    | 0,5    |
| Jylland                      | Nørresundbygrenen                           |             | Nordjyske Motorvej frakørsel 22 – Hjørringvej          | 0,5    |
| Jylland                      | Kridtsvinget                                |             | Nordjyske Motorvej frakørsel 23 – Østre Allé           | 1      |
| Jylland                      | Ådalsmotorvejen                             |             | Nordjyske Motorvej frakørsel 27 – Sønderbro            | 2      |
| Jylland                      | Nordjyske Motorvej                          | E45         | Motorvejskryds Aarhus Nord – Motorvejskryds Vendsyssel | 114    |
| Jylland                      | Århus Syd Motorvejen                        | 501         | Motorvejskryds Aarhus Syd – Viby J                     | 9      |
| Jylland                      | Østjyske Motorvej                           | E45         | Lillebæltsbroen – Motorvejskryds Aarhus Nord           | 99     |
| Jylland                      | Messemotorvejen                             | 12 15 502   | Motorvejskryds Herning Syd – Sinding                   | 14     |
| Jylland                      | Herningmotorvejen                           | 15          | Brabrand – Herning Ø                                   | 36     |
| Jylland                      | Silkeborgmotorvejen                         | 15          | Låsby – Funder                                         | 29,2   |
| Jylland                      | Djurslandmotorvejen                         | 15          | Motorvejskryds Aarhus Nord – Løgten                    | 17     |
| Jylland                      | Midtjyske Motorvej                          | 18          | Motorvejskryds Vejle – Herning N                       | 64,1   |
| Jylland                      | Holstebromotorvejen                         | 18          | Sinding – Holstebro N                                  | 29     |
| Jylland                      | Esbjergmotorvejen                           | E20         | Motorvejskryds Kolding Vest – Esbjerg S                | 66     |
| Jylland                      | Taulovmotorvejen                            | E20         | Motorvejskryds Fredericia – Motorvejskryds Kolding     | 9      |
| Jylland                      | Sønderjyske Motorvej                        | E45         | Motorvejskryds Skærup – Frøslev                        | 97     |
| Jylland                      | Sønderborgmotorvejen                        | 8           | Motorvejskryds Kliplev – Sønderborg                    | 26     |
| Fyn                          | Fynske Motorvej                             | E20         | Lillebæltsbroen – Storebæltsbroen                      | 77     |
| Fyn                          | Svendborgmotorvejen                         | 9           | Motorvejskryds Odense – Svendborg                      | 35     |
| Sjælland                     | Helsingørmotorvejen                         | E47 E55 19  | Østerbro – Helsingør                                   | 36     |
| Sjælland                     | Hillerødmotorvejen                          | 16          | Utterslev Mose – Høbjerg                               | 19     |
| Sjælland                     | Lyngbymotorvejen                            | 201         | Motorvejskryds Kgs. Lyngby – Virum                     | 5      |
| Sjælland                     | Motorring 3                                 | E47 E55     | Motorvejskryds Avedøre – Motorvejskryds Kgs. Lyngby    | 21     |
| Sjælland                     | Frederikssundmotorvejen (ikke færdigbygget) | 17          | Motorvejskryds Rødovre – Tværvej                       | 9      |
| Sjælland                     | Motorring 4                                 | O4          | Motorvejskryds Ishøj – Ballerup                        | 15     |
| Sjælland                     | Holbækmotorvejen                            | 21          | Vigerslev – Tuse                                       | 62     |
| Sjælland                     | Kalundborgmotorvejen (ikke færdigbygget)    | 23          | Motorvejskryds Holbæk – Dramstrup                      | 13,5   |
| Sjælland                     | Øresundsmotorvejen                          | E20         | Frakørsel 20 – Øresundsbroen                           | 9      |
| Sjælland                     | Amagermotorvejen                            | E20         | Motorvejskryds Avedøre – Frakørsel 20                  | 9      |
| Sjælland                     | Køge Bugt Motorvejen                        | E20 E47 E55 | Motorvejskryds Avedøre – Motorvejskryds Køge Vest      | 28     |
| Sjælland                     | Vestmotorvejen                              | E20         | Motorvejskryds Køge Vest – Storebæltsbroen             | 71     |
| Sjælland, Lolland og Falster | Sydmotorvejen                               | E47 E55     | Motorvejskryds Køge Vest – Rødbyhavn                   | 121    |

## Danmarks første motorveje

### Debat inden anlæggelse
I 1936 blev et 685 km motorvejsnetværk designet af bl.a. Kampsax og Højgaard & Schultz til en formodet pris på 219 mio. kr. De foreslåede strækninger var København-Esbjerg (med Storebæltsbro), Kruså-Hirtshals, og København-Rødby.

### Start på anlæg af den første motorvej
I 1941 blev der, efter henvendelse fra den tyske besættelsesmagt, vedtaget en lov om "tilvejebringelse af en Jernbane- og Automobilfærgefart over Femern Bælt, udgående fra Rødby Havn med tilhørende Jernbaneforbindelser". Samtidig vedtog man at bygge en motorvej fra Rødbyhavn via Maribo til Sakskøbing.
Arbejdet med strækningen blev officielt sat i gang 14. september 1941, da minister for offentlige arbejder Gunnar Larsen tog det første spadestik. Ved krigens slutning var jordarbejder og broer bygget færdige, men så gik arbejdet i stå.
I 1963 blev færgelinjen Rødbyhavn-Puttgarden mellem Tyskland og Danmark indviet, og knap 5 km motorvejstrækning, som var påbegyndt i 1941 på Lolland, blev bygget færdig for at give tilslutning til færgelejet. Senere blev hele den oprindelige strækning forbi Maribo og Sakskøbing færdigbygget med en samlet længde på 18,5 km.
I dag indgår Fugleflugtslinjen som en del af E47.

### Danmarks første færdige motorvej
I 1942 blev "Lov om Anlæg af Motorvej vest om København samt Udbygning af Hørsholmvej som Motorvej" vedtaget. I 1946 gik arbejdet imidlertid i stå, og først i 1954 vedtog staten en ny anlægslov.
"Hørsholmvejen" blev indviet 23. januar 1956 og gik fra Jægersborg til Brådebæk. Arbejdet med vejen var allerede påbegyndt i 1938 af Københavns og Frederiksborg amter. Projektet var tænkt som beskæftigelsesarbejde.

### Danmarks første motorgade
Lyngbymotorvejen, som senere blev omdøbt til - og indgår i den sydligste del af - Helsingørmotorvejen, blev bygget som en motorgade i et forsøg på at indføre denne type motorvej i Danmark. En motorgade er en motorvej, der ikke er i niveau med de omgivende veje, men er nedgravet og med lokalveje på hver side til lokaltrafikken. Det havde flere fordele, da motorvejen vil være mere gemt og derfor ikke afgive så meget støj. I forbindelse med uheld ville motorvejstrafikken heller ikke kunne få konsekvenser uden for nedgravningen.
Man opgravede den firesporede hovedlandevej Lyngbyvejen, så den nye motorvej kom ned i 4-6 meters dybde fra gadeniveau. Alt imens skulle trafikken på den meget stærkt trafikerede vej forløbe uden problemer. Arbejdet med nedgravningen af vejen tog cirka 7 år. Motorgaden blev åbnet i etaper i 1973/74.
Planen var, at man skulle have fortsat med at have nedgrave hele Lyngbyvejen og videre ned ad Nørre Allé – Tagensvej til Søringen, men disse planer blev skrinlagt pga. meget stor modstand mod at nedrive huse og at få flere biler ind i Københavns centrum. En husrække i den nordlige side af Fredensgade nåede dog at blive nedrevet.

## Det store motorvejs-H

### Oprindelsen
I 1936 præsenterede nogle af de førende entreprenør- og ingeniørfirmaer i Danmark og Sverige en plan om et motorvejsnet, der i høj grad lignede det nuværende store H, dog uden forbindelsen til Helsingør
. 2. verdenskrig satte umiddelbart en stopper for overvejelserne, men på Lolland gik man i gang med byggeriet.
Senere blev drømmen dog ændret til også at indeholde Helsingør, og drømmen var nu et motorvejsnet, der gik som et H på strækningerne Helsingør – Rødbyhavn, Køge – Kolding samt Aalborg – Grænsen.

### J. Humlums midtjyske linjeføring
Professor i geografi Johannes Humlum foreslog i 1961, at motorvejen på langs af Jylland skulle anlægges i midten af halvøen, idet han antog:
"at anlæggelsen af et sammenhængende motorvejsnet vil have en afgørende værdi for vort samfunds fremtidige udvikling, dets produktion, eksport og hele den økonomiske og sociale standard"
Humlums teori var, at en motorvejs anlæggelse ville medføre en udvikling af erhvervslivet i vejens nærhed, og en sådan udvikling var mere tiltrængt op gennem Midtjylland end i Østjylland. Desuden ville de lavere jordpriser gøre projektet billigere for staten.
Hensynet til den eksisterende erhvervsstruktur vejede dog tungere for de bevilgende myndigheder, som valgte den østlige linjeføring. Igen i 2007 blev en midtjysk motorvej foreslået, som aflastning af den kraftigt trafikerede strækning mellem Randers og Kolding.

### Storebælt
I 1957 blev bilfærgelinjen Halsskov – Knudshoved indviet. Indtil da blev bilerne fragtet over Storebælt af jernbanefærgerne mellem Korsør – Nyborg. Om sommeren var der meget lange bilkøer.
Følgende motorvejstrækninger til og fra den nye færge blev også indviet:
- Knudshoved – Nyborg Vest
- Halsskov – Vemmelev

Men også bilfærgerne blev en flaskehals, og efter omkring 100 års drøftelser var tiden kommet til seriøst at drøfte en fast forbindelse over Storebælt. I 1986 besluttede Folketinget at indlede byggeriet af Storebæltsbroen, Vestbroen åbnede for jernbanetrafik i 1997 og samtidigt blev DSB's jernbanefærger nedlagt. I 1998 åbnede Østbroen og samme år blev Vognmandsruten nedlagt.

### Sparetider
For at spare penge blev det i 1976 besluttet, at kun det "Det lille motorvejs H" skulle bygges, dvs. at der ikke skulle bygges nye motorveje nord for Aarhus. Samtidig blev det besluttet, at standardtværprofilet, som på daværende tidspunkt var på 38 m for en 4-sporet motorvej, blev indskrænket til kun 26 m. Dette skete bl.a. ved en indsnævring midterrabatten fra 12 m til 3 m og ved en reduktion af sporbredden fra 3,75 m til 3,50 m.
I 1982 stoppede motorvejsbyggeriet helt, som følge af den store økonomisk krise i Danmark. Byggeriet af "Det store motorvejs-H" blev straks stillet i bero og ifølge flere beslutningstagere kunne man risikere, at det måske aldrig ville blive startet igen.
I kriseårene måtte man dog nødtvunget færdiggøre de arbejder, der allerede var skrevet kontrakter om, og man nåede at åbne følgende strækninger:
- Fynske Motorvej (Odense Vest – Langeskov) 1985
- Sydmotorvejen (Udby-Eskilstrup) 1985
- Sydmotorvejen (Farøbroerne) 1985
- Sydmotorvejen (Sakskøbing-Eskilstrup) 1985 kun som motortrafikvej

### Færdiggørelsen
I 1986 blev bygning af Storebæltsbroen vedtaget. Denne beslutning var redningen for færdiggørelsen af "Det store motorvejs-H", da man vurderede, at anlægget af Storebæltsbroen skulle følges af en færdiggørelse af motorvejsstrækningerne. Derfor blev der fundet penge til at få bygget de manglende strækninger.
I al sin iver for at få færdigbygget de sidste strækninger i motorvejs-H'et glemte man i 1994 en lille strækning på 6,3 km[kilde mangler] (Støvring – Bonderup) midt i det hele. Strækningen nåede lige at blive færdig til åbningen af Storebæltsforbindelsen i 1998.
I foråret 2005 påbegyndte man endeligt arbejdet med at udbygge motortrafikvejen (Sakskøbing-Eskilstrup) til rigtig motorvej. I 2007 sidst på året stod "Det store motorvejs-H" omsider færdigt efter 57 års bygning og planlægningsarbejde.

## Tilbygninger efter "Det store motorvejs-H"

### Aftalen fra 1986
Beslutningerne om Storebæltsbroen og Øresundsbroen betød store trafikale investeringer i den østlige del af Danmark. Mange af de seneste og igangværende tilbygninger stammer således fra den politiske aftale 1986, hvor der blev enighed om bygning af den faste forbindelse over Storebælt. Prioriteten var dog klar, således at H'et blev færdiggjort først. Og de resterende motorvejsstrækninger, der skulle forbinde Øresundbroen med det resterende motorvejsnet stod færdige i 1997.
Den første strækning uden for H'et, der blev bygget som følge af den politiske aftale i 1986 var Esbjergmotorvejen, der åbnede i årene 1996-1998.
De efterfølgende åbninger af to motorvejsstrækninger foregik i Nordjylland. Frederikshavnmotorvejen og Hirtshalsmotorvejen, som åbnede i 2000 og 2004, er blevet kritiseret for i for høj grad at være blevet bygget ud fra lokalpatriotiske interesser.
I aftalen fra 1986 var partnerne enige om, at færgeforbindelserne mellem Langeland og Lolland samt over Kattegat skulle bevares. Udbygning af vejforbindelserne til disse færgehavne skulle prioriteres højt. Det er på denne baggrund, der er blevet flertal for Svendborgmotorvejen på Fyn samt for en forlængelse af Holbækmotorvejen til Vig. Svendborgmotorvejen blev dog først endeligt vedtaget i Folketinget i 1996 og færdiggjort i 2009. Forlængelsen af Holbækmotorvejen blev vedtaget i 1999 og åbnet i 2006. Motorvejen var en del af debatten op til trafikaftalen i 2009, da der var politisk uenighed om, hvorvidt Holbækmotorvejen skulle forlænges yderligere, eller om der skulle satses på en motorvej til Kalundborg. I den endelige aftale var det anført, at aftaleparterne er enige om, at perspektivet på sigt er at etablere motorvej på strækningen til Kalundborg.

### De jyske tværveje
Tankerne om de Midt- og Vestjyske motorveje stammer fra et møde i 1987, hvor daværende trafikminister Frode Nør Christensen lovede at undersøge muligheder for et bedre vejnet. Dette resulterede i en rapport om "De jyske tværveje", hvor mulighederne for højklassificering af rute 15, 18 og 26 blev undersøgt. På baggrund af denne undersøgelse, vedtog Folketinget i 1990 en projekteringslov for de tre ruter til enten motorveje eller motortrafikveje.
Efter regeringsskiftet i 1993 kom så den politiske enighed om at påbegynde byggeriet af motorvej på rute 15 mellem Aarhus og Herning. Men der kunne ikke blive enighed om linjeføringen ved Silkeborg. Derfor blev kun den første og sidste del af Herningmotorvejen vedtaget. Debatten omkring den midterste strækning varede i mange år, og først i december 2008 kom den politiske aftale om linjeføringen omkring Silkeborg. Den samlede strækning mellem Aarhus og Herning forventes således først klar i 2016.
I 1996 blev Folketinget så enige om at udbygge rute 18 mellem Holstebro og Vejle til enten motorvej eller motortrafikvej. Gennem flere vedtagelser og mange udbygninger af delstrækninger forventes Midtjyske Motorvej at være færdiggjort i 2014.
På rute 26 mellem Aarhus og Hanstholm er flere strækninger opgraderet til motortrafikvej, men der er endnu ikke påbegyndt anlæg af motorvej. Et flertal i Folketinget indgik i januar 2009 en aftale om en forundersøgelse vedrørende yderligere opgradering af strækningen mellem Skive og Hanstholm samt undersøgelse af etapevis udbygning af strækningen mellem Aarhus og Viborg.

### Motorveje besluttet af amterne
Efter flere års overvejelse af linjeføringer besluttede Sønderjyllands Amt i 2005 at anlægge en motorvej mellem Kliplev og Sønderborg. Anlægget af Sønderborgmotorvejen blev overtaget af staten ved nedlæggelse af amterne, og motorvejen på 26 km blev åbnet i 2012.
Vest for Aarhus foregår en del af trafikken på Det store motorvejs-H, og med bygningen af Djurslandmotorvejen nord for Århus bliver disse to veje til den første del af en ringvej af motorvejsstandard om byen. Djurslandmotorvejen blev vedtaget af Århus Amtsråd i 2001, og blev færdiggjort med en forbindelse til Østjyske Motorvej i august 2010, og dermed er der motorvejsforbindelse mellem Djursland og det resterende motorvejsnet.

### Udvidelse af eksisterende motorveje gennem trafikaftalerne i 2001 og 2003
Mens der blev bygget motorveje i provinsen blev trængslen større på de eksisterende motorveje omkring København, i Trekantområdet og på Vestfyn. I 2001 og 2003 blev der indgået to trafikaftaler, som for en stor del drejede sig om at øge kapaciteten.
I 2001 var der enighed om at afsætte midler til en to konkrete udbygninger. En del af Køge Bugt Motorvejen var således udbygget i 2003 og med yderligere udbygninger i 2008 har hele motorvejen nu mellem 6 og 10 spor. Udbygningen af Motorring 3 mellem Jærgersborg og Holbækmotorvejen, som var færdiggjort i 2008, var også en del af aftalen fra 2001.
Partnerne bag trafikaftalen fra 2003 var kun enige om igangsættelse af udbygning af en strækning. Fynske Motorvej mellem Odense og Middelfart skulle udbygges i perioden mellem 2009 og 2012. Men parterne havde aftalt, at udbygningen kunne indstilles, såfremt der opstod fordyrelser eller tekniske vanskeligheder, og der er indtil videre kun opnået politisk enighed om udbygning af de første 10 km mellem Lillebælt og Nørre Aaby.
For en række andre strækninger var partnerne enige om at iværksætte udarbejdelse af beslutningsgrundlag med henblik på en senere beslutning om igangsættelse. På baggrund af denne aftale er udbygning af Holbækmotorvejen mellem Roskilde og Fløng således påbegyndt og forventes færdigudbygget i 2013. For udbygning af Helsingørmotorvejen mellem Øverød og Isterød og Østjyske Motorvej mellem Skærup og Vejle N er der indgået politisk aftale. Aftalen fra 2003 indeholdt også udbygning af Fynske Motorvej syd om Odense mellem Odense V og Odense SØ samt Taulovmotorvejen, men for disse strækninger er beslutningsgrundlaget endnu ikke udarbejdet.

### Femern Bælt-forbindelsen
I september 2008 blev der lavet en politisk aftale om en fast forbindelse over Femern Bælt. Denne etableres med en firesporet motorvej og dobbeltsporet jernbane. Forbindelsen vil blive tilsluttet det store H, som en forlængelse af Sydmotorvejen. I aftalen fremgår, at en anlægslov forventes at kunne vedtages omkring 2012.

### Aftalerne i 2009 og infrastrukturfonden
Et år efter infrastukturkommissionen fremlagde sin endelige rapport, blev et bredt politisk flertal enige om trafikaftalen "En grøn transportpolitik" i januar 2009. Denne aftale indeholdt etablering af en infrastrukturfond på 94 mia. kr, som skulle finansiere de kommende otte års investeringer på transportområdet. I første omgang blev der givet forøget bevilling til en række igangværende motorvejsprojekter.
Aftalen indeholdt også en forlængelse af Frederikssundmotorvejen, der siden 1978 været en kort motorvej mellem Motorring 3 og Motorring 4. Motorvejen, mangler forbindelse til Motorring 3, hvilket er under anlæg og forventes færdig i 2013. Med aftalen blev der enighed om, at motorvejen bør forlænges helt til Frederikssund, og i første omgang blev flertallet enige om at afsætte midler til en 10 km strækning fra Motorring 4.
I december 2009 blev aftalen "Bedre veje mv." indgået, som indeholdt udbygning af Fynske Motorvej mellem Lillebælt og Nørre Aaby, Helsingørmotorvejen mellem Øverød og Hørsholm Syd (Isterødvejen), Motorring 4 mellem Taastrup og Frederikssundmotorvejen, Østjyske motorvej mellem Skærup og Vejle N samt Køge Bugt Motorvejen mellem Greve Syd og Solrød. Herudover blev det aftalt at udbygge Brande omfartsvej til motorvej, som dermed bliver en del af Midtjyske Motorvej.
Efter en Folketings-aftale åbnedes flere lynladestationer langs danske motorveje i 2023.

## Den fremtidige infrastruktur
Siden det store H blev færdiggjort midt i 80'erne har de danske motorvejsinvesteringer bestået af udvidelser af eksisterende motorveje og nye motorveje, der skabte forbindelse til H'et. I 2006 nedsatte den daværende regering Infrastrukturkommissionen, som skulle analysere fremtidens behov for infrastruktur i Danmark. Kommissionen kom frem til, at trafikefterspørgslen på statsvejnettet frem mod 2030 vil vokse med 70 pct., og flere steder ville H'et ikke længere kunne bære trafikken. Derfor er der behov for etablering af nye transportkorridorer, og fsva. motorvejsnettet drejer det sig især om strækningen fra Vestfyn til Århus, omkring København, Viborgmotorvejen samt ved Limfjorden.

### Endnu en Lillebæltsbro og ny midtjysk motorvejskorridor
Vejdirektoratet og Trafikstyrelsen har nævnt tre forskellige muligheder for at løse flaskehalsen ved Lillebælt. En ny motorvejsforbindelse kan således krydse Lillebælt enten parallelt med den eksisterende Lillebæltsbro, mellem Bogense og Juelsminde eller syd for Middelfart og Kolding. Valget mellem disse vil på en række områder sætte rammer for valg af infrastrukturudviklingen i Østjylland.
Trafikken på Østjyske Motorvej vil vokse, så den skal udvides til 8 spor inden for 15-20 år, hvis der ikke bygges en ny midtjysk motorvejskorridor. Der er lavet flere forslag til en linjeføring for en sådan korridor. En del af korridoren kan følge Hærvejen. Disse løsninger kaldes for Hærvejsmotorvejen, og vil starte omkring Hobro fortsætte mod syd tæt på Viborg og derefter vest om Silkeborg. Slutningen skal afhænge af, hvilken løsning der vælges for Lillebælt. Den oprindelige hærvejsmotorvej helt til Kolding er tidligere foreslået af f.eks. Dansk Vejforening og vil slutte ved E45 i omkring Kolding.
I august 2009 fremkom regeringens holdning til både ny Lillebæltsbro og en midtjysk motorvejskorridor via to artikler i Jyllands-Posten, hvori der stod, at Trafikminister Lars Barfoed mener, ".. at en forbindelse mellem Bogense og Juelsminde er teknisk og finansielt mere overkommelig end en Kattegatbro", og at en motorvej gennem Midtjylland "... skal begynde omkring Holstebro, gå forbi Herning og Billund og slutte, når den møder motorvejen mellem Esbjerg og Kolding". Regeringen har således lagt op til, at fremtidens løsningen på at øge kapaciteten mellem Vestfyn og Aarhus er en ny motorvej mellem Odense og Horsens via en ny Bogense – Juelsminde forbindelse samt en ny motorvej gennem Jylland, der ikke bliver tilkoblet E45.
 

### 3. Limfjordsforbindelse
På motorvejene i Nordjylland er der begyndende kapacitetsproblemer ved den eksisterende Limfjordstunnel, og i 2003 vedtog Nordjyllands Amt et regionsplantillæg for en ny motorvej fra Nordjyske motorvej syd for Aalborg via Egholm i Limfjorden vest for Aalborg til Hirtshalsmotorvejen nord for Nørresundby. Løsningen, der bliver kaldt Egholmlinjeføringen og indebærer en ca. 1.000 meter lang tunnel til Egholm og en lavbro over Nørredybet, blev senere underkendt af Naturklagenævnet. Et politisk flertal indgik i januar 2009 en aftale om at iværksætte en afslutning af VVM-undersøgelsen for Egholmlinjen.

### Motorring 5
Køge Bugt Motorvejen og Motorring 3 er i dag meget trafikerede, fordi de fungerer både som den østlige del af H'et og som indfaldsvej og ringvej for København. På sigt vil færdiggørelse af Femernbælt-forbindelsen øge trafikken yderligere. For at aflaste Køge Bugt Motorvejen og Motorring 3 har der i mange år været tanker om en ny ydre ringvej. I 1999 blev der således åbnet en motortrafikvej, som har navnet Tværvejen og ligger mellem Fløng og Høje Taastrup. I sin årsberetning skrev Vejdirektoratet, at vejen "...udgør første etape af en planlagt ydre ringsvejsforbindelse omkring København". I Fingerplan 2007 blev der foretaget arealreservation til en eventuel Motorring 5, og trafikminister Lars Barfoed har udtalt, at han ønsker at gå i gang med analysearbejdet for den 70 km strækning fra Køge til Helsingørmotorvejen.

### Det dobbelte H
En ny midtjysk motorvejskorridor og en ny motorring 5 kan betragtes som to nye lodrette strækninger parallelt med de eksisterende i det nuværende H. Samtidig kan en motorvej til Kalundborg med forbindelse til Østjylland via færge eller bro betragtes som en vandret forbindelse. Det danske motorvejsnet med disse nye parallelle linjer bliver derfor flere steder kaldt "Det dobbelte H".

## De 10 mest trafikerede motorveje
De 10 mest trafikerede motorveje (delstrækninger) i Danmark er som følger (2019):
| #  | Rute    | Motorvej             | Lokalitet                                | ÅDT 1)  | HDT 2)  | Landsdel    |
| -- | ------- | -------------------- | ---------------------------------------- | ------- | ------- | ----------- |
| 1  | E20 E47 | Køge Bugt Motorvejen | Mellem Greve N og Ishøj                  | 142.100 | 152.100 | Sjælland    |
| 2  | E47     | Motorring 3          | Mellem Frederikssundsvej og Jyllingevej  | 128.000 | 146.100 | Sjælland    |
| 3  | E20     | Amagermotorvejen     | Mellem Køge Bugt MV og Gl. Køge Landevej | 115.600 | 126.500 | Sjælland    |
| 4  | 21      | Holbækmotorvejen     | Vest for Motorring 3                     | 103.100 | 118.700 | Sjælland    |
| 5  | E4719   | Helsingørmotorvejen  | Syd for Klampenborgvej                   | 100.200 | 114.500 | Sjælland    |
| 6  | E45     | Østjyske Motorvej    | Vejlefjordbroen                          | 91.800  | 96.700  | Jylland     |
| 7  | E45     | Sønderjyske Motorvej | Nord for Kolding                         | 87.300  | 94.900  | Jylland     |
| 8  | E20     | Fynske Motorvej      | Ny Lillebæltsbro                         | 79.800  | 88.000  | Fyn/Jylland |
| 9  | O4      | Motorring 4          | Nordvest for Albertslund                 | 78.000  | 92.700  | Sjælland    |
| 10 | E45     | Nordjyske Motorvej   | Limfjordtunnelen                         | 77.800  | 88.700  | Jylland     |

1) Årsdøgntrafik (Gennemsnitlig trafik pr. døgn over hele året)
2) Hverdagsdøgntrafik (Gennemsnitlig trafik på hverdage over hele året)

## Motorveje under anlæg og planlægning
Listen er over projekter, hvor der som minimum er gennemført en forundersøgelse og/eller en Miljøkonsekvensvurdering (MKV) samt projekter i Infrastrukturplan 2035
| # | Rute       | Motorvej                               | Strækning                                   | Udvidelse                                                            | Status                                                   | Opstart            | Færdiggørelse | MKV    |
| - | ---------- | -------------------------------------- | ------------------------------------------- | -------------------------------------------------------------------- | -------------------------------------------------------- | ------------------ | ------------- | ------ |
| * | E47        | Sydmotorvejen/Femern Bælt-forbindelsen | Rødbyhavn - Puttgarden (Tyskland)           |                                                                      | Under anlæg                                              | 2019               | 2029          | [ 57 ] |
| * | 16         | Hillerødmotorvejen                     | Allerød S – Hillerød N                      | Udvides fra motortrafikvej til motorvej                              | Under anlæg                                              | 2022               | 2027          | [ 59 ] |
| * | E45        | Østjyske Motorvej                      | Hornstrup - Skanderborg S                   | Udvidelse fra 4 til 6 spor                                           | Under anlæg                                              | 2022               | 2027          | [ 61 ] |
| * | E45        | Østjyske Motorvej                      | Aarhus S - Aarhus N                         | Udvidelse fra 4 til 6 spor                                           | Under anlæg                                              | 2022               | 2027          | [ 63 ] |
| * | 23         | Kalundborgmotorvejen                   | Dramstrup – Kalundborg                      | Udvides fra motortrafikvej til motorvej og ny motorvej               | Under anlæg                                              | 2022               | 2028          | [ 65 ] |
| * | E20E45     | Sønderjyske Motorvej                   | Kolding V - Motorvejskryds Kolding          | Udvidelse fra 4 til 6 spor og 6 til 8 spor                           | Under anlæg                                              | 2022               | 2028          | [ 67 ] |
| * | E47        | Motorring 3*                           | Amagermotorvejen - Helsingørmotorvejen      | Udvidelse fra 6 til 8 spor (ved brug af nødspor)                     | Miljøkonsekvensvurdering afsluttet                       | 2023               | ?             | [ 68 ] |
| * | E20        | Amagermotorvejen                       | Motorvejskryds Avedøre - Øresundsmotorvejen | Udvidelse fra 6 spor til 8 spor (Amager) og parallelbaner (Sjælland) | Under anlæg                                              | 2024               | 2029          | [ 70 ] |
| * | E20        | Øresundsmotorvejen                     | 20 København C - 17 Lufthavn V              | Udvidelse fra 4 til 6 spor (øst) og 6 til 8 spor (vest)              | Under anlæg                                              | 2024               | 2029          | [ 72 ] |
| * | E39        | 3. Limfjordsforbindelse                | Aalborg S - Aalborg N                       |                                                                      | Under anlæg                                              | 2025               | 2034          | [ 74 ] |
| * | E20        | Fynske Motorvej                        | Odense V – Odense SØ                        | Udvidelse fra 4 til 6 spor                                           | Miljøkonsekvensvurdering afsluttet og anlægslov vedtaget | 2025               | 2030          | [ 75 ] |
| * | 54         | Næstvedmotorvejen                      | Næstved – Rønnede                           |                                                                      | Opdatering af miljøkonsekvensvurdering igangsat          | 2026               | 2031          |        |
| * | 18         | Midtjyske Motorvej                     | Herning N - Sinding                         | Udvides fra motortrafikvej til motorvej                              | Opdatering af miljøkonsekvensvurdering igangsat          | 2026               | ?             |        |
| * | 17         | Frederikssundmotorvejen                | Tværvej N – Frederikssund S                 |                                                                      | Opdatering af miljøkonsekvensvurdering igangsat          | 2026               | 2032          |        |
| * | 13         | Hærvejsmotorvejen                      | Løvel - Klode Mølle                         |                                                                      | Miljøkonsekvensvurdering afsluttet                       | 2026               | 2032          | [ 83 ] |
| * | 30         | Hærvejsmotorvejen                      | Give - Billund V                            |                                                                      | Miljøkonsekvensvurdering afsluttet                       | 2026               | 2032          | [ 85 ] |
| * | O4 E20 E47 | Motorring 4 og Køge Bugt Motorvejen    | Greve N - Vallensbæk                        | Udvidelse med 1 ekstra spor i hver retning                           | Miljøkonsekvensvurdering afsluttet                       | 2026               | 2032          | [ 86 ] |
| * | 16         | Hillerødmotorvejen                     | Motorring 3 - Ring 4                        | Udvidelse fra 4 til 6 spor                                           | Miljøkonsekvensvurdering igangsat                        | 2028               | ?             |        |
| * | 16         | Hillerødmotorvejen                     | Ring 4 - Farum                              | Udvidelse fra 4 til 6 spor                                           | Miljøkonsekvensvurdering afsluttet                       | 2029               | 2034          | [ 89 ] |
| * | E47 19     | Helsingørmotorvejen                    | Isterød – Hørsholm S                        | Udvidelse fra 4 til 6 spor                                           | Miljøkonsekvensvurdering afsluttet og anlægslov vedtaget | Ingen tidshorisont |               | [ 91 ] |
| * | 15         | Messemotorvejen                        | Herning V - Snejbjerg                       | Udvides fra motortrafikvej til motorvej                              | Miljøkonsekvensvurdering afsluttet                       | Ingen tidshorisont |               | [ 93 ] |
| * | E45        | Nordjyske Motorvej                     | Aarhus N - Randers N                        | Udvidelse fra 4 til 6 spor                                           | Miljøkonsekvensvurdering afsluttet                       | Ingen tidshorisont |               | [ 94 ] |
| * | 13         | Hærvejsmotorvejen                      | Billund V - Haderslev                       |                                                                      | Miljøkonsekvensvurdering afsluttet                       | Ingen tidshorisont |               | [ 95 ] |
| * | 13         | Hærvejsmotorvejen                      | Klode Mølle - Give                          |                                                                      | Forundersøgelse afsluttet                                | Ingen tidshorisont |               |        |
| * | 13         | Hærvejsmotorvejen                      | Hobro - Løvel                               |                                                                      | Forundersøgelse afsluttet                                | Ingen tidshorisont |               |        |
| * | 14         | Roskildemotorvejen**                   | Ringsted - Roskilde                         |                                                                      | Forundersøgelse afsluttet                                | Ingen tidshorisont |               |        |
| * | 21         | Holbækmotorvejen**                     | Motorvejskryds Taastrup - Ringstedvej       | Udvidelse fra 6 til 8 spor                                           | Forundersøgelse afsluttet                                | Ingen tidshorisont |               |        |
| * | O5         | Motorring 5                            | Køge - Frederikssundsvej                    |                                                                      | Forundersøgelse afsluttet                                | Ingen tidshorisont |               |        |
| * | E45        | Østjyske Motorvej                      | Motorvejskryds Vejle - Vejle C              | Udvidelse fra 6 til 8 spor (Parallelbro eller sideudvidelse)         | Forundersøgelse afsluttet                                | Ingen tidshorisont |               |        |
| * | 22         | "Den Sjællandske Tværforbindelse"      | Kalundborg - Næstved                        |                                                                      | Forundersøgelse igangsættes i 2028                       | Ingen tidshorisont |               |        |
| * | 23 (Måske) | Kattegatforbindelsen                   | Kalundborg - Østjyske Motorvej              |                                                                      | Forundersøgelse afsluttet                                | Ingen tidshorisont |               |        |

* Der er sået tvivl om udvidelsen af Motorring 3 bør gennemføres, da projektet er urentabelt. Det er blevet undersøgt, om man kan bruge pengene på støjbekæmpelse i stedet for en udvidelse
** Foreslået som alternativ til Motorring 5

## Motorvejsudvidelser gennem tiden
Flere strækninger af motorvejsnettet i Danmark oplever i dag en stor eller kritisk belastning. Og frem mod 2035 er der flere strækninger, der kommer til at opleve stor eller kritisk trængsel. Gennem årene er motorvejsnettet løbende blevet udvidet på baggrund af politiske forlig. Her kan bl.a. nævnes "En grøn transportpolitik" fra 2009 og "Infrastrukturplan 2035" fra 2021
Oversigt over gennemførte motorvejsudvidelser og projekter i Infrastrukturplan 2035
Vest for Storebælt
| # | Rute | Motorvej             | Strækning                                         | Udvidelse    | Udvidelse færdig |
| - | ---- | -------------------- | ------------------------------------------------- | ------------ | ---------------- |
| * | E45  | Nordjyske Motorvej   | Motorvejskryds Vendsyssel - Nørresundby C         | 4 til 6 spor | 2007             |
| * | E45  | Østjyske Motorvej    | Motorvejskryds Vejle - Motorvejskryds Skærup      | 4 til 6 spor | 2013             |
| * | E20  | Fynske Motorvej      | Middelfart - Nørre Aaby                           | 4 til 6 spor | 2014             |
| * | E45  | Østjyske Motorvej    | Motorvejskryds Aarhus S - Skanderborg S           | 4 til 6 spor | 2019             |
| * | E20  | Fynske Motorvej      | Nørre Aaby - Odense V                             | 4 til 6 spor | 2023             |
| * | E45  | Østjyske Motorvej    | Motorvejskryds Aarhus N - Motorvejskryds Aarhus S | 4 til 6 spor | 2027             |
| * | E45  | Østjyske Motorvej    | Skanderborg S - Hornstrup                         | 4 til 6 spor | 2027             |
| * | E45  | Sønderjyske Motorvej | Motorvejskryds Kolding - Motorvejskryds Kolding V | 4 til 6 spor | 2028             |
| * | E20  | Fynske Motorvej      | Odense V - Motorvejskryds Odense                  | 4 til 6 spor | 2030             |

Øst for Storebælt
| # | Rute       | Motorvej                            | Strækning                                           | Udvidelse                                              | Udvidelse færdig |
| - | ---------- | ----------------------------------- | --------------------------------------------------- | ------------------------------------------------------ | ---------------- |
| * | E47 19     | Helsingørmotorvejen                 | Jægersborg - Øverødvej                              | 4 til 6 spor                                           | 1997             |
| * | E20        | Køge Bugt Motorvejen                | Vallensbæk S - Motorvejskryds Avedøre               | 4 til 6 spor                                           | 2003             |
| * | E20        | Køge Bugt Motorvejen                | Greve S - Motorvejskryds Ishøj                      | 6 til 8 spor                                           | 2008             |
| * | E47        | Motorring 3                         | Motorvejskryds Brøndby - Motorvejskryds Kgs. Lyngby | 4 til 6 spor                                           | 2008-2010        |
| * | 21         | Holbækmotorvejen                    | Fløng - Roskilde V                                  | 4 til 6 spor                                           | 2012             |
| * | 17         | Frederiksundmotorvejen              | Ejby - Motorvejskryds Ballerup                      | 4 til 6 spor                                           | 2012             |
| * | O4         | Motorring 4                         | Motorvejskryds Taastrup - Motorvejskryds Ballerup   | 4 til 6 spor                                           | 2014             |
| * | E20        | Køge Bugt Motorvejen                | Solrød S - Greve S                                  | 6 til 8 spor                                           | 2015             |
| * | E47 19     | Helsingørmotorvejen                 | Øverødvej - Hørsholm S                              | 4 til 6 spor                                           | 2015             |
| * | E20        | Køge Bugt Motorvejen                | Motorvejskryds Køge V - Solrød S                    | 6 til 8 spor                                           | 2017             |
| * | E20        | Øresundsmotorvejen                  | København C - Lufthavn V                            | 4 og 6 spor (øst) og 6 og 8 spor (vest)                | 2029             |
| * | E20        | Amagermotorvejen                    | Motorvejskryds Avedøre - København C                | 6 spor til 8 spor (Amager) og parallelbaner (Sjælland) | 2029             |
| * | O4 E20 E47 | Motorring 4 og Køge Bugt Motorvejen | Greve N - Motorvejskryds Vallensbæk                 | Udvidelse med 1 ekstra spor i hver retning             | 2032             |
| * | 16         | Hillerødmotorvejen                  | Motorring 3 - Ring 4                                | 4 til 6 spor                                           | ?                |
| * | 16         | Hillerødmotorvejen                  | Ring 4 - Farum                                      | 4 til 6 spor                                           | 2034             |

Oversigt over mulige fremtidige motorvejsudvidelser (hvor der som minimum er gennemført en forundersøgelse og/eller en Miljøkonsekvensvurdering)
Vest for Storebælt
| # | Rute | Motorvej           | Strækning                      | Udvidelse                                      | Status                             |
| - | ---- | ------------------ | ------------------------------ | ---------------------------------------------- | ---------------------------------- |
| * | E45  | Nordjyske Motorvej | Aarhus N - Randers N           | 4 til 6 spor                                   | Miljøkonsekvensvurdering afsluttet |
| * | E45  | Østjyske Motorvej  | Motorvejskryds Vejle - Vejle C | 6 til 8 spor (Parallelbro eller sideudvidelse) | Forundersøgelse afsluttet          |

Øst for Storebælt
| # | Rute   | Motorvej            | Strækning                             | Udvidelse    | Status                                                   |
| - | ------ | ------------------- | ------------------------------------- | ------------ | -------------------------------------------------------- |
| * | E47 19 | Helsingørmotorvejen | Hørsholm S - Isterød                  | 4 til 6 spor | Miljøkonsekvensvurdering afsluttet og anlægslov vedtaget |
| * | 21     | Holbækmotorvejen*   | Motorvejskryds Taastrup - Ringstedvej | 6 til 8 spor | Forundersøgelse afsluttet                                |

* Foreslået som alternativ til Motorring 5

## Nedklassificering af motorveje
Enkelte kortere motorvejsstrækninger er blevet nedklassificeret til motortrafikvej eller kommunevej.
| Landsdel | Navn                        | Strækning                                                                              | Længde | Åbnet | Nedklassificering |
| -------- | --------------------------- | -------------------------------------------------------------------------------------- | ------ | ----- | ----------------- |
| Jylland  | Ekspresvejen                | Fra frakørsel 62 ved Sønderjyske Motorvej, til krydset Nørre Bjertvej/Fynsvej, Kolding | 2,2 km | 1970  | 2000              |
| Jylland  | Mariendals Mølle Motorvejen | Fra frakørsel 28 ved Nordjyske Motorvej, til Hobrovej, Aalborg                         | 1 km   | 1978  | 2018              |

## Tidligere motorveje
| Landsdel | Navn                                   | Strækning | Længde    | Åbnet     | Nedlagt |
| -------- | -------------------------------------- | --- | --------- | --------- | ------- |
| Fyn      | Fynske Motorvej (Knudshovedmotorvejen) | Gik fra Knudshoved Færgehavn til Slipshavnsvej, den vestlige del af motorvejen er i dag en del af Fynske Motorvej                     | 500 meter | 1957      | 1998    |
| Sjælland | Vestmotorvejen (Halsskovmotorvejen)    | Gik fra Halsskov Færgehavn til Halsskovvej, den østlige del af motorvejen er i dag en del af Vestmotorvejen                           | 500 meter | 1957      | 1998    |
| Amager   | Tårnbymotorvejen (Lufthavnsmotorvejen) | Gik fra Englandsvej ved vandtårnet til Kastrupvej ved Lufthavnen, den østlige del af motorvejen er i dag en del af Øresundsmotorvejen | 2 km      | 1960/1961 | 1997    |
| Sjælland | Holbækmotorvejen                       | Gik fra Holbækmotorvejen til Langerød                                                                                                 | 700 meter | 1969      | 2006    |